# Gorgiani
Gorgiani  este un oraș în Grecia în prefectura Grevena.